# Stenopseustes aeger
Stenopseustes aeger är en skalbaggsart som beskrevs av Bates 1873. Stenopseustes aeger ingår i släktet Stenopseustes och familjen långhorningar. Inga underarter finns listade i Catalogue of Life.